# Красношейный американский стриж
Красношейный американский стриж (лат. Streptoprocne rutila) — вид птиц семейства стрижиных. Обитают в горах Центральной и Южной Америки, поднимаются в Анды на высоту до 3400 метров, могут спускаться на низкие высоты, вплоть до уровня моря, охотясь за насекомыми или во время дождей. Птицы средних размеров с широким хвостом и относительно широкими крыльями. Черноватое оперение на брюхе светлее, вокруг горла проходит красный воротник. На небольшом уступе, в нише или на выступе нависающей или вертикальной скалы строят гнездо чашевидной формы с небольшим углублением в центре, в которое откладывают два яйца.
Вид был описан французским орнитологом Луи Жаном Пьером Вьейо в 1817 году и отнесён им к ласточкам. Лессон в 1831 году и Питерс в 1940 году отнесли его к роду иглохвостов (Chaetura). В 1956 году Лак отнёс данный вид к роду Cypseloides, а в 1992 году было предложено отнести его к роду Streptoprocne. Это предложение было поддержано Международным союзом орнитологов, хотя некоторые учёные продолжают относить вид к роду Cypseloides.

## Описание
Стрижи средних размеров с длиной тела 13 см и массой 21,3—25,6 г, одни из самых мелких представителей рода Streptoprocne. Для красношейного американского стрижа характерен широкий хвост с неглубоким разрезом и относительно широкие крылья. Оперение черноватое, на брюхе немного светлее. Горло и воротник окрашены в красный цвет, кроющие перья уха и некоторые перья в центральной части горла могут быть окрашены в коричневый. Оперение первостепенных маховых перьев наиболее чёрное, кроющие перья крыла бледнее. Девятое первостепенное маховое перо длиннее внешнего, десятого, на 4,96 мм у самцов и 4,31 мм у самок. Длина хвоста 44,84 мм у самцов и 42,68 мм у самок. Подвид S. r. brunnitorques очень близок к номинативному, однако у него в среднем более длинные крылья — 127,33 мм против 122,5 мм. Подвид S. r. griseifrons бледнее, чем предыдущий, оперение на лбу и над глазами имеет бледные кончики.
У самок разрез на хвосте менее глубокий, чем у самцов — 1,36 мм против 2,79 мм. Полный воротник вокруг шеи встречается редко, обычно он выражен слабее, а иногда полностью отсутствует. У птиц без воротника оперение в целом также бледнее. У молодых птиц воротник обычно отсутствует, а рулевые перья и кроющие перья крыла имеют белые кончики. Некоторые учёные полагают, что отсутствие воротника является, в первую очередь, возрастной характеристикой, у самок он появляется позднее. У птиц коричневая радужка глаза, чёрный клюв.
Линька обычно проходит раз в год, по завершении сезона размножения. В Тринидаде птицы начинают линять раньше — во время насиживания второй кладки, с августа до начала декабря. Линька начинается с первостепенных маховых перьев, после чего линяют второстепенные маховые перья. Перья на теле начинают меняться вскоре после начала линьки первостепенных перьев. Молодые птицы в первый год линяют лишь частично, у них не меняются маховые или рулевые перья. Свежие перья после линьки имеют серовато-белые кончики, особенно заметные на перьях подхвостья. Со временем оперение становится более коричневым.

### Схожие виды
При хорошем освещении самца красношейного американского стрижа легко определить по его красному воротнику. Единственный другой вид стрижей, который также обладает красным оперением — венесуэльский стрижик (Streptoprocne phelpsi), обитающий в столовых горах тепуи на севере Южной Америки. На востоке и севере Венесуэлы их ареалы перекрываются, и птиц можно легко спутать при полевой идентификации, хотя у красношейного американского стрижа более короткий хвост с менее глубоким разрезом. Кроме того, этот вид имеет более коричневый оттенок оперения, с более рыжим воротником (в отличие от оранжевого оттенка воротника у венесуэльского стрижика), который редко заходит на горло и подбородок. Крылья у данного вида короче. У этих видов также разная вокализация.
Другими видами, затрудняющими идентификацию самок или самцов высоко в воздухе или при плохом освещении, являются чёрный американский стриж (Cypseloides niger) в Центральной Америке, Cypseloides storeri на западе Мексики, белогорлый американский стриж (Cypseloides cryptus) практически по всему ареалу и пятнистолобый американский стриж (Cypseloides cherriei) на юге Центральной Америки и на северо-востоке Южной Америки. Красношейного американского стрижа можно отличить от них по характерной вокализации. Кроме того, этот вид имеет меньшие размеры и более коричневое оперение, чем представители рода Cypseloides.
По сравнению с иглохвостами, красношейные американские стрижи слегка крупнее и темнее, у них более широкие крылья.

## Поведение
Птицы обычно летают быстро и высоко, но при большой влажности могут опускаться почти до земли. В полёте серии быстрых взмахов крыльями чередуются со скольжением по дугам, во время которого птицы держат крылья заметно ниже горизонтального уровня.
Эти стрижи отдыхают парами или в группах, иногда достигающих 300 особей. Крупные группы могут включать молодых птиц или птиц без пары. Во время сезона размножения красношейные американские стрижи отдыхают на гнезде. Они довольно редко объединяются в стаи с другими стрижами, при этом их компаньонами обычно становятся ошейниковый американский стриж (Streptoprocne zonaris) и горный мохноногий стриж (Aeronautes montivagus).
Красношейные американские стрижи считаются более шумными, чем другие тропические стрижи. Их крики в полёте суше и громче, иногда напоминают шум насекомых или электрические звуки. Среди вокализаций выделяются короткий «bzt..bzt..bzt..» на высокой ноте или длинная серия «bzzzz…bzi-bzi-bzi-bzzzzzz…bzzz..bzzz». От иглохвостов вокализация отличается отсутствием обильных трелей.

## Распространение
Красношейные американские стрижи обитают в горных ландшафтах и поднимаются в Анды на высоту до 3400 метров (по другим источникам, на высотах от 800 до 2800 метров). Их можно встретить на территории таких стран как Белиз, Боливия, Колумбия, Коста-Рика, Эквадор, Сальвадор, Французская Гвиана, Гайана, Гондурас, Мексика, Панама, Перу, Тринидад и Тобаго, Венесуэла. Площадь ареала составляет 10 700 000 км². В Эквадоре красношейных американских стрижей можно встретить в высотном диапазоне от 500 до 3000 метров на западных склонах (гнездятся на высоте до 2300 метров) и от 500 до 2000 метров на восточных. В Мексике обычно занимают высоты от 1500 до 3000 метров. В Коста-Рике птицы опускаются до высоты 300 метров над уровнем моря, а иногда и ниже, но гнездятся на высоте 1500—2450 метров. В Колумбии обычно встречаются на высоте 800—2500 метров, изредка поднимаясь до 3300 метров. В Венесуэле птицы обитают на высоте 600—2200 м, в Боливии — 400—3100 м. Спускаются на более низкие высоты, вплоть до уровня моря, за насекомыми или во время дождей. Для таких перемещений собираются в стаи с белогорлыми и белогрудыми (Cypseloides lemosi) американскими стрижами.
Красношейные стрижи предпочитают горные вечнозелёные леса, вторичные леса или вторичные кустарники. Птиц можно встретить и над населёнными пунктами. Они ведут оседлый образ жизни в регионах южнее Гондураса, популяции Центральной Америки не были отмечены в Южной. В некоторых частях ареала могут осуществлять миграции, зимой птиц становится меньше на севере Мексики и больше в западной части страны. Очень ограниченные высотные перемещения возможны в штате Колима в Мексике. Птицы были отмечены в Белизе в марте и в Сальвадоре в августе и декабре. В Гватемале птиц обычно наблюдают с середины июля по октябрь.
Международный союз охраны природы относит красношейного американского стрижа к видам, вызывающим наименьшие опасения. Численность птиц оценивается в интервале 500 000—4 999 999. Красношейные американские стрижи часто встречаются в Южной Америке, реже в Центральной, хотя широко распространены в Коста-Рике и в последнее время их стали часто отмечать в Панаме. В изобилии водятся на западных склонах в Эквадоре. На севере Колумбии птиц наблюдали в изолированных горных районах Сьерра-Невада-де-Санта-Марта и Сьерра-де-Периха. Встречаются они и на охраняемых территориях, в частности биосферный резерват Монтеверде в Коста-Рике, заповедники Ла-Планада (La Planada) и Рио-Намби (Río Ñambi) в Колумбии, национальные парки Подокарпус в Эквадоре и Амборо в Боливии, природный центр Асы Райт (Asa Wright Nature Centre) в Тринидаде; их часто отмечают в окрестностях Мачу-Пикчу в Перу.

## Питание
Красношейные американские стрижи могут питаться над лесами, оврагами, открытыми участками. Часто они собираются в крупные стаи с другими стрижами, особенно с ошейниковыми американскими стрижами или иглохвостами. В таких стаях они обычно кормятся выше остальных стрижей.
Рацион красношейных американских стрижей включает муравьёв, термитов, жуков, ос, членистобрюхих. Желудки птиц на севере Венесуэлы были заполнены крылатыми муравьями (Camponotus, Solenopsis, Crematogaster). В Колумбии были замечены в стаях с другими стрижами во время охоты на пластинчатоусых жуков: Cyclocephala, Cycloneda, Macrodactylus. В Эквадоре в конце сентября и начале октября охотятся на роящихся маленьких жуков. На севере Венесуэлы основу рациона красношейных американских стрижей составляют муравьи рода Crematogaster.

## Размножение и гнездование
Сезон размножения красношейного американского стрижа в Тринидаде и на западе Мексики приходится на май—август. В Колумбии птиц, готовых к размножению, ловили в июне. В Коста-Рике птицы откладывают яйца в промежуток с середины мая до начала июля, при этом обычно они ждут более сильных дождей в мае—июне. В Тринидаде кладка была обнаружена в ноябре, но скорее всего, она была заброшена. Учёные отмечают, что сезон размножения соответствует локальному сезону дождей, во время которого в воздухе много насекомых. Красношейные американские стрижи демонстрируют моногамное поведение. Брачное поведение включает погони на высокой скорости и на высоте выше 100 метров двух, трёх, иногда четырёх птиц. Часто при этом птицы совершают синхронные манёвры на высокой скорости, сопровождаемые сухими скрипучими криками.
Птицы строят гнёзда близко к воде, обычно на затенённых участках на высоте 50—300 см от уровня воды (по другим источникам — 50—760 см), где влажность редко опускается ниже 95 %. Часто используются морские пещеры, стрижи могут также строить гнёзда за водопадами. Гнездо чашевидной формы с небольшим углублением в центре строится на небольшом уступе, нише или выступе нависающей или вертикальной скалы. Основными строительными материалами являются мхи, печёночники и грязь, в основании и для прикрепления гнезда. В Тринидаде для строительства использовались печёночники Plagiochilax, плаунки Selaginella cladorrhizans и Selaginella arthritica, папоротники Didymoglossum membranaceum, а в Коста-Рике — в основном мхи. Поздне́е птицы могут добавлять в гнездо сухие мхи и печёночники. Высота гнезда в Коста-Рике в среднем составляет 126 мм, ширина и длина — 104 мм и 98,5 мм соответственно. Центральное углубление имеет размеры 31 на 66 мм. Красношейные американские стрижи возвращаются в гнездо на следующий год и в начале сезона обновляют его свежими материалами.
Самки откладывают два белых яйца размером 23,62 на 15,49 мм и массой 2,9 г (по другим данным, 2,5 г). Второе яйцо самки обычно откладывают через два дня после первого. Инкубационный период продолжается 24—26 дней(по другим данным, 22—23 дня), при этом в насиживании принимают участие оба родителя в равной степени. Второй птенец обычно появляется на свет в течение 24 часов после первого. Первые 10—11 дней родители постоянно находятся на гнезде. Вне гнезда они проводят 32 % светового дня, в основном рано утром и поздно вечером. Этот промежуток меньше, чем у белогорлого и пятнистолобого американских стрижей, которые откладывают по одному яйцу. Родители кормят птенцов в среднем каждые 100 минут. В Тринидаде основным кормом для птенцов являются перепончатокрылые, включая муравьёв, и термиты. Птенцы вылетают из гнезда на 40—42-й день (5—6 недель).
Средний успех размножения составляет 36—40 %, что соответствует 0,9—1,3 птенца с кладки. В Тринидаде самки красношейного американского стрижа могут делать вторую кладку, в таком случае перед первым яйцом новой кладки они обычно ждут до 25 дней (чаще 6—15 дней). Для взрослых птиц ежегодная выживаемость составляет 85 %. Продолжительность жизни неизвестна, но некоторые птицы достигали десятилетнего возраста.
На красношейных американских стрижах, их птенцах и гнёздах обитает большое количество паразитов — в частности, экзопаразиты клещи (Acarina) и пухоеды (Mallophaga), оводы Philornis. Среди эндопаразитов известно только о Taenia.

## Систематика

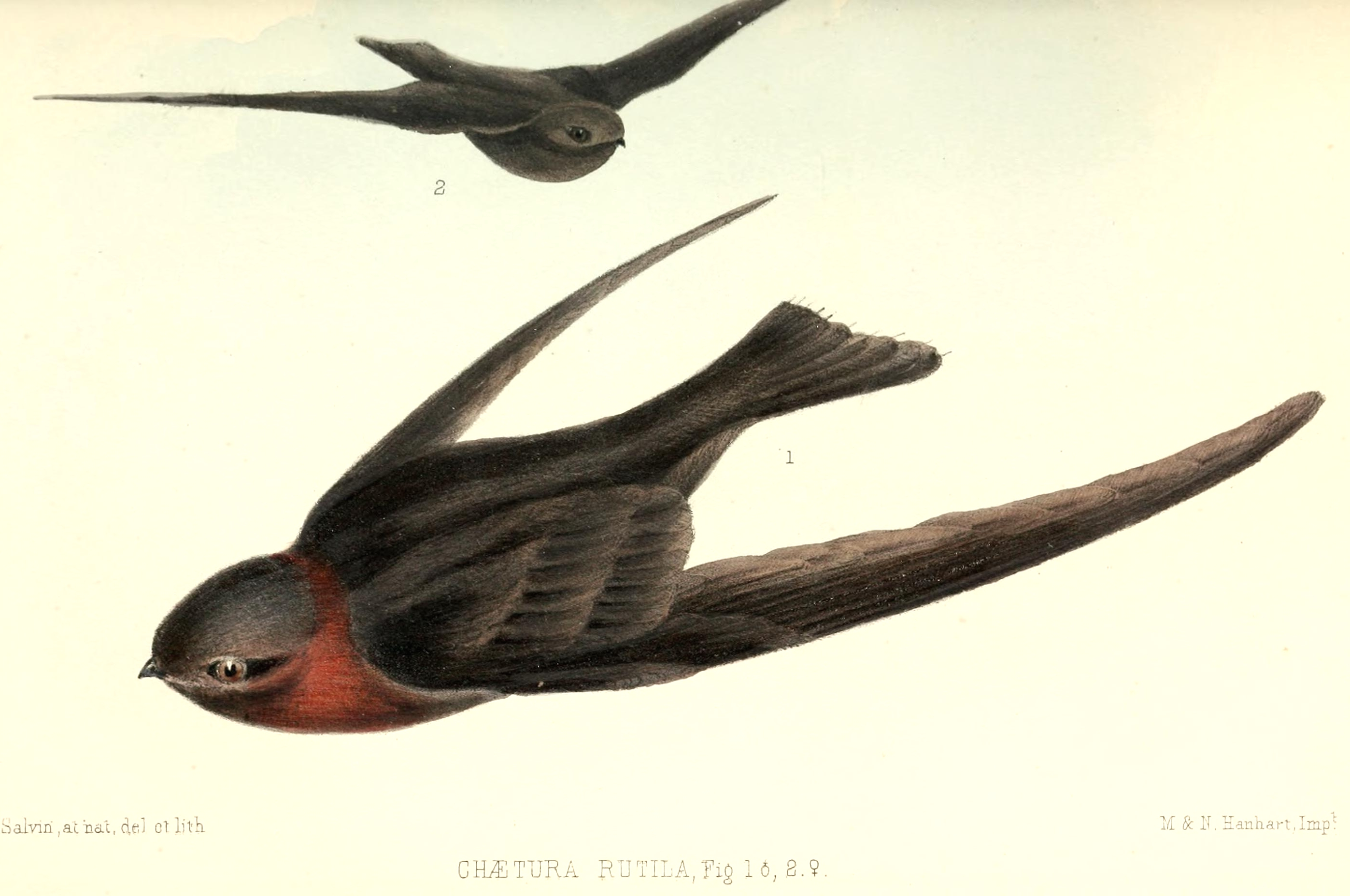
Иллюстрация 1860 года

Вид был впервые описан французским орнитологом Луи Жаном Пьером Вьейо в 1817 году на основе экземпляра из Гайаны и отнесён им к ласточкам как Hirundo rutila. Ч. Т. Коллинз утверждал, что учёный основывался на музейном экспонате Национального музея естественной истории в Париже, по всей видимости, полученном из Тринидада. В XIX веке также использовались синонимы Chaetura rutila и Hirundo robini — последний был опубликован французским натуралистом Рене Примевэром Лессоном в работе 1831 года. Позднее вид был включён в род Chaetura, а учёные продолжали спорить о принадлежности подвидов. В частности, использовались синонимы Chaetura brunnitorques, Cypseloides rutilus brunnitorques, Cypselus brunneitorques griseifrons, Cepseloides rutilus griseifrons, Chaetura nubicola, Cypseloides rutilus nubicola. В классификации американского орнитолога Джеймса Ли Питерса, опубликованной в 1940 году, все эти таксоны объединены в один вид, однако включены в состав рода Chaetura. Британский орнитолог Дэвид Лак в 1956 году на основе репродуктивной биологии и некоторых морфологических характеристик отнёс данный вид к роду Cypseloides.
На основе исследований Мануэля Марина (Manuel Marin) и Франка Гарфилда Стайлса, опубликованных в 1992 году, красношейный американский стриж и венесуэльский стрижик были отнесены к роду Streptoprocne, с которым их объединяет размер кладки, развитие птенцов и особенности оперения. Возможно, эти два вида являются сестринскими таксонами, в классификации Сибли и Морно они образуют надвид. Некоторые научные источники, в частности BirdLife International, продолжают относить вид к роду американских стрижей и использовать название Cypseloides rutilus.
Международный союз орнитологов выделяет три подвида:
- Streptoprocne rutila griseifrons (Nelson, 1900) — на западе Мексики.
- Streptoprocne rutila brunnitorques (Lafresnaye, 1844) — от юго-востока Мексики до Панамы и вдоль Анд от юга Колумбии до Боливии.
- Streptoprocne rutila rutila (Vieillot, 1817) — на западе и севере Венесуэлы (Анды и Береговые хребты), в Гайане, на острове Тринидад.

Коллинз полагает, что подвид S. r. brunnitorques настолько близок к номинативному, что может быть объединён с ним.